# Les Naufragés du Fol Espoir (Aurores)
Les Naufragés du Fol Espoir (Aurores) è uno spettacolo teatrale collettivo del 2010 creato dalla troupe del Théâtre du Soleil. Diretto da Ariane Mnouchkine, il testo è stato parzialmente scritto da Hélène Cixous e liberamente ispirato da un romanzo postumo di Jules Verne ».

## Descrizione
Lo spettacolo teatrale è costruito su una mise en abyme. Il primo livello della storia è ambientato nel 1914 in una taverna sulla riva della Marna, il Fol Espoir, che sarà il luogo di lavoro di una troupe cinematografica socialista guidata da Jean Lapalette, la sorella Gabrielle e il loro assistente Tommaso. Questa troupe gira un film muto la cui azione si svolge tra il 1889 e il 1895 ed è il secondo livello della storia. Le riprese di questo film iniziano il giorno dell'attentato di Sarajevo il 28 giugno 1914, e terminano il giorno dopo l'assassinio di Jean Jaurès, il primo agosto 1914, tre giorni prima dell'inizio della guerra mondiale.

## Les Naufragés du Fol Espoir: il film
Nel 2011, tra due tournée, Ariane Mnouchkine e il Théâtre du Soleil realizzano un film tratto dallo spettacolo teatrale ma non una semplice ripresa della performance stessa.